# جبوب المسينم (الرضمة)

تعديل مصدري - تعديل

جبوب المسينم محلة تابعة لقرية بيت الاقرع، التابعة لعزلة كحلان بمديرية الرضمة إحدى مديريات محافظة إب في الجمهورية اليمنية.، بلغ تعداد سكانها 39 حسب تعداد اليمن لعام 2004.